# Poul Høj Jensen
Poul Richard Høj Jensen (Copenhague, 2 de junio de 1944) es un deportista danés que compitió en vela en la clase Soling.
Participó en cuatro Juegos Olímpicos de Verano entre los años 1968 y 1980, obteniendo dos medallas, oro en Montreal 1976 y oro en Moscú 1980. Ganó dos medallas en el Campeonato Mundial de Soling, en los años 1973 y 1979, y cuatro medallas en el Campeonato Europeo de Soling entre los años 1974 y 1982.

## Palmarés internacional
| Juegos Olímpicos   | Juegos Olímpicos       | Juegos Olímpicos  | Juegos Olímpicos |
| Año                | Lugar                  | Medalla           | Clase            |
| ------------------ | ---------------------- | ----------------- | ---------------- |
| 1976               | Montreal (Canadá)      | Medalla de oro    | Soling           |
| 1980               | Moscú (URSS)           | Medalla de oro    | Soling           |
| Campeonato Mundial |                        |                   |                  |
| Año                | Lugar                  | Medalla           | Clase            |
| 1973               | Quiberon (Francia)     | Medalla de plata  | Soling           |
| 1979               | Visby (Suecia)         | Medalla de plata  | Soling           |
| Campeonato Europeo |                        |                   |                  |
| Año                | Lugar                  | Medalla           | Clase            |
| 1974               | Clyde (Reino Unido)    | Medalla de plata  | Soling           |
| 1976               | Ginebra (Suiza)        | Medalla de plata  | Soling           |
| 1980               | Helsinki (Finlandia)   | Medalla de bronce | Soling           |
| 1982               | Copenhague (Dinamarca) | Medalla de oro    | Soling           |